# カキフライ
カキフライ（表記揺れ: 牡蠣フライ、かきフライ）とは、牡蠣（カキ）を主たる食材としたフライ。洋食（日本生まれの西洋風料理）の一種であり、日本の揚げ物料理の一種、貝料理の一種である。
主にマガキ（真牡蠣、学名: Crassostrea gigas）が用いられ、初秋から初春にかけて（別資料では、晩秋から夏にかけて）が旬である。一方で、イワガキ（岩牡蠣、イワガキ属〈学名: genus Saccostrea〉、英名: rock oyster）は、5月から8月にかけて（春から夏にかけて）旬を迎える。そのため、日本では年間を通して食べることができる。

## 歴史
カキフライが初めて作られた時期については諸説あってはっきりしないが、比較的有力な情報として以下の2つがある。
一つには、日刊新聞『時事新報』の家庭向けレシピ欄である『何にしよう子（ね）』の1893年（明治26年）10月6日付け記事であり、ここには、メリケン粉、玉子、パン粉を使ったカキフライの作り方がすでに掲載されている。今一つには、1895年（明治28年）に創業した東京・銀座の洋食店「煉瓦亭」であって、豚カツを始めとする数多くの揚げ物料理を考案して普及させているこの店で、1901年（明治34年）ごろにカキフライもメニューに入っている。
カキフライは登場以来長らく洋食店だけのメニューであったが、やがて一般家庭にも普及してゆき、日本の家庭料理のメニューにも加わった。また、カキフライ定食などの形で和食店や喫茶店で供されることも多くなっていった。
なお、西洋の場合、古代ローマにおいてカキは生食（せいしょく）するものであり、この食文化を引き継ぐ形で世界中に拡散している欧米文化圏（フランスを中心に、イタリア、アメリカ、オーストラリアなども含む）でも、カキは生食するものであって、フライで供する料理は見当たらない。

## 関連する料理
カキフライにもう一つ手を加えた料理もある。
カキフライ丼（カキフライどん） / 牡蠣フライ丼は、カツ丼のように玉葱（たまねぎ）など他の具材とカキフライを割下で煮た後、鶏卵でとじ、ご飯の上に載せた料理である。鎌倉丼は、鎌倉市内の特定地域のご当地料理であるが、ここではカキフライ丼もバリエーションの一つになっている。
また、カキフライが他の料理の具材になっているケースもある。
カレーの場合、カツカレーのカツと同様、カキフライがトッピング具材として利用されることがある。愛知県では、あんかけスパゲッティのトッピング具材の一つにもなっている。
三重県鳥羽市の与吉屋は、ご当地バーガーの「とばーがー」として、カキフライを挟んだホットドッグ「浦村かきドッグ」を提供している。
駅弁の具材としては、JR広島駅構内で販売されている「しゃもじかきめし」にカキフライを添えているメニューがあるほか、洋風弁当に入れられる例もある。

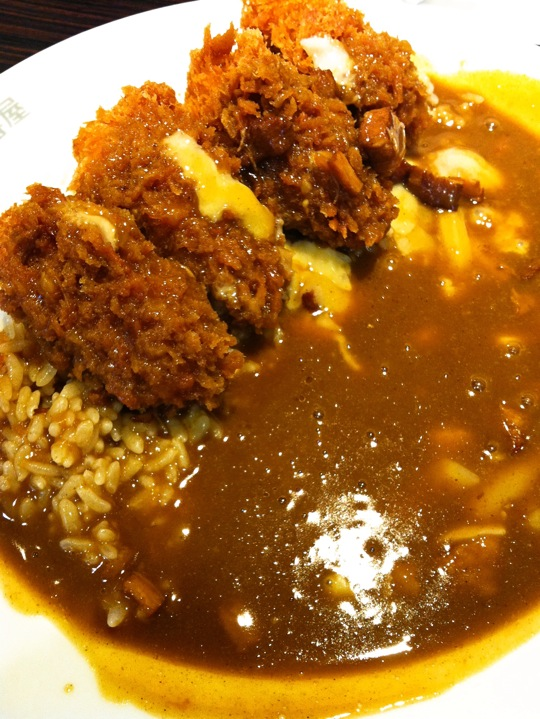
カレーのトッピング具材としてのカキフライとチーズと組み合わせ例
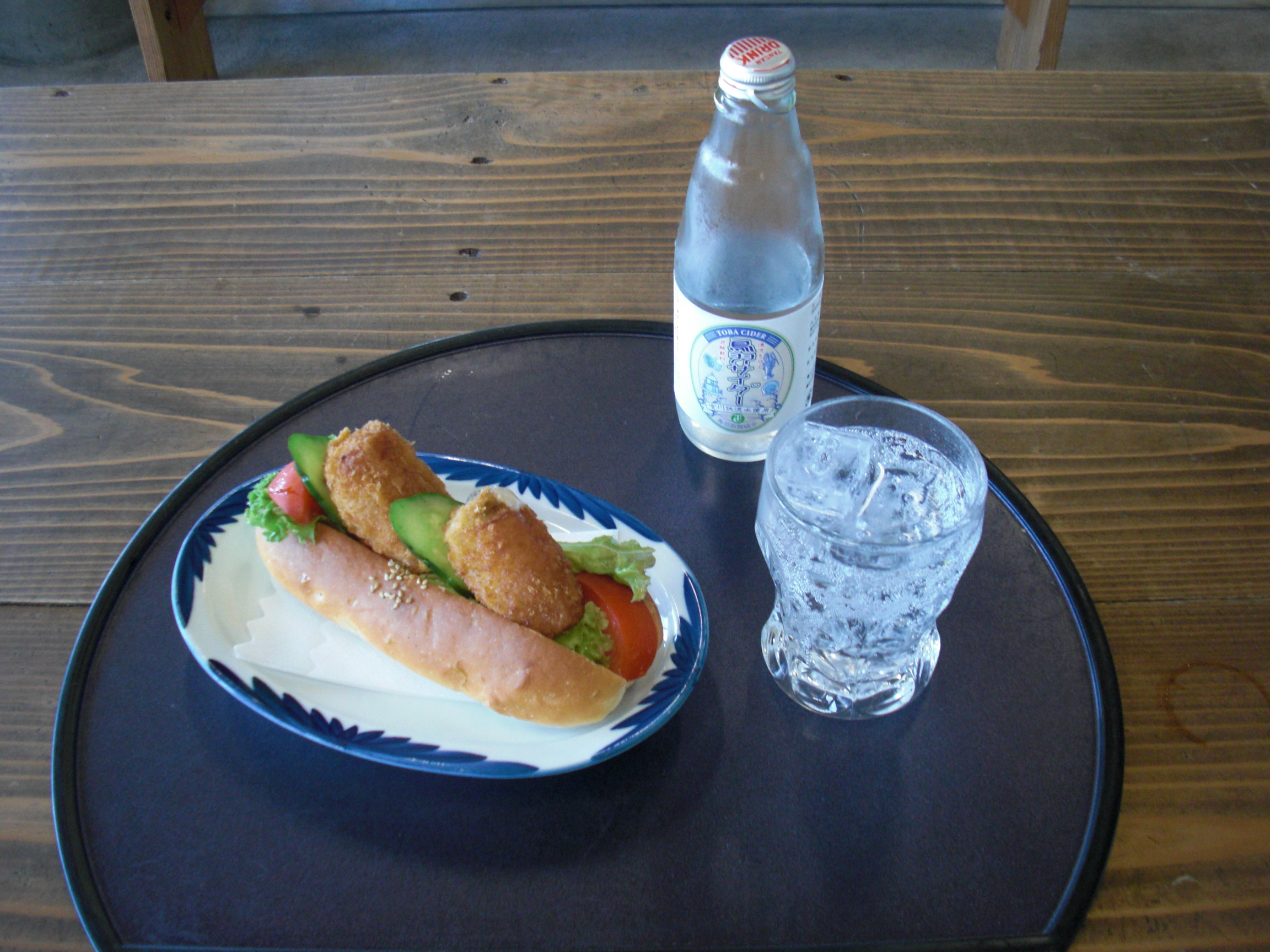
浦村かきドッグ（画像左）

## 衛生面
厚生労働省は、2013年（平成25年）10月6日に改正した「大量調理施設衛生管理マニュアル」で、加熱調理食品は、中心部が 75°Cで 1分以上（二枚貝など、ノロウイルス汚染の怖れがある食品の場合は、85～90°Cで 90秒以上。）、または、これと同等以上まで加熱されていることを確認するよう指導している。
食生活学者・畑江敬子は、ノロウイルスによる食中毒を発生させない中心部温度が 85°Cの条件を超えるためには 3分30秒以上の加熱が必要としている。一般財団法人 環境文化創造研究所は、小山田則孝ら 食品衛生研究、Vol.53 (2003) を出典として、油温 170°C以上で 3分以上揚げるという注意喚起している。北海道オホーツク総合振興局は、油温 180°C以上で 4分以上揚げるのを目安としている。なお、「4分以上」というのは、冷凍された牡蠣の身を十分に解凍しないまま揚げる場合があることを考慮した数値である。翻して言えば、解凍あるいは冷蔵しておいたカキの身でここまで長く揚げてしまうと、フライの表面が焦げてしまって美味しくは仕上げられない。